# Jasmin Nemeth
Jasmin Nemeth (* 15. April 1987 in Göppingen) ist eine deutsche Fußballspielerin. 

## Fußball
Nemeth spielte in der Jugend des FV Vorwärts Faurndau und durchlief mehrere Auswahlmannschaften des Baden-Württembergischen Fußballverbandes.
Im Januar 2009 verließ sie Faurndau und wechselte für ein halbes Jahr auf Leihbasis zum Bundesligisten TSV Crailsheim. Die Mittelfeldspielerin absolvierte ihr Debüt in der Frauen-Bundesliga für den TSV Crailsheim am 8. März 2009 gegen den Herforder SV. Nach dem Ende der Saison kehrte sie nach Faurndau zurück, bevor sie im August 2010 zum VfL Sindelfingen wechselte. In Sindelfingen spielte sie bis November 2010 acht Regionalligaspiele für die Reservemannschaft. Anfang Dezember 2011 gab sie aufgrund ihrer Schwangerschaft eine Karriepause bekannt und kehrte im Januar 2012 zu ihrem Jugendverein FV Vorwärts Faurndau zurück. Seit der Saison 2012/2013 ist Nemeth Mannschaftskapitänin des FV Vorwärts Faurndau in der Oberliga Baden-Württemberg.